# كريس فولك
كريس فولك (بالإنجليزية: Chris Faulk)‏ هو لاعب كرة قدم أمريكية أمريكي، ولد في 21 يناير 1990 في سليدل في الولايات المتحدة.

## وصلات خارجية
- كريس فولك على موقع مرجع كرة القدم المحترفة.كوم (الإنجليزية)